# Fußball-Bundesliga 1995/96 (Frauen)
Die Fußball-Bundesliga 1995/96 war die sechste Saison der Fußball-Bundesliga der Frauen. Der TSV Siegen holte durch einen 1:0-Sieg gegen die SG Praunheim seinen letzten Meistertitel.

## Saisonverlauf

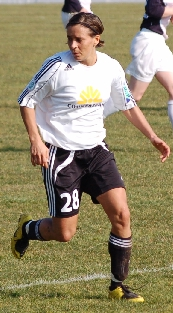
Torschützenkönigin Sandra Smisek

Grün-Weiß Brauweiler verteidigte den Staffelsieg im Norden mit einem Punkt Vorsprung vor Siegen. Insgesamt gab es nur wenig andere Platzierungen in der Nordgruppe. Siegen und der FC Rumeln-Kaldenhausen tauschten die Plätze 2 und 3, Tennis Borussia Berlin und der VfR Eintracht Wolfsburg tauschten die Plätze 7 und 8. Da der VfR Eintracht Wolfsburg vom Konkurs bedroht war, trat die Frauenfußball-Abteilung zum Wendschotter SV über und trat als WSV Wolfsburg an.
Im Süden zog der FSV Frankfurt wieder einsam seine Kreise. Mit 99 geschossenen Toren wurde wieder ein neuer Rekord aufgestellt. Alleine das brandgefährliche Sturmduo Sandra Smisek und Birgit Prinz erzielte zusammen 48 Treffer. Zum ersten Mal erreichte die SG Praunheim die Endrunde und setzte sich gegen den wiedererstarkten TuS Niederkirchen durch, der Heidi Mohr zurückgeholt hatte. Ohne Mohr fiel der TuS Ahrbach wieder ins Mittelfeld zurück. Aufsteiger TSV Crailsheim hielt mit ganzen sieben geschossenen Toren die Klasse. Dafür stiegen der TuS Wörrstadt und mal wieder der SC 07 Bad Neuenahr ab.
Die Halbfinals waren spannend wie nie zuvor. Lediglich ein Tor gab den Ausschlag für Siegen und Praunheim. Im Finale setzte sich Siegen durch und holte die letzte Meisterschaft. Nach der Saison trat die Frauenfußball-Abteilung den Sportfreunden Siegen bei.
Ebenfalls ging die Ära der SSG 09 Bergisch Gladbach zu Ende. In der Qualifikation zur Aufstiegsrunde unterlag man dem Schmalfelder SV und trat danach dem TuS Köln rrh. bei. In der Aufstiegsrunde setzte sich der VfL Wittekind Wildeshausen souverän durch. Um den zweiten Aufstiegsplatz gab es ein Fotofinish, das schließlich der Schmalfelder SV für sich entscheiden konnte. Die Aufholjagd von Hertha Zehlendorf kam zu spät. Im Süden schaffte der FSV Schwarzbach den sofortigen Wiederaufstieg, während der SC Sand erstmals den Sprung ins Oberhaus schaffte.

## Nord

### Abschlusstabelle
| Pl. | Verein                      | Sp. | S  | U | N  | Tore    | Diff. | Punkte |
| --- | --------------------------- | --- | -- | - | -- | ------- | ----- | ------ |
| 1.  | Grün-Weiß Brauweiler        | 18  | 15 | 1 | 2  | 080:170 | +63   | 46     |
| 2.  | TSV Siegen 1                | 18  | 14 | 3 | 1  | 070:100 | +60   | 45     |
| 3.  | FC Rumeln-Kaldenhausen      | 18  | 12 | 3 | 3  | 059:230 | +36   | 39     |
| 4.  | Eintracht Rheine            | 18  | 9  | 5 | 4  | 038:240 | +14   | 32     |
| 5.  | Fortuna Sachsenroß Hannover | 18  | 7  | 2 | 9  | 031:500 | −19   | 23     |
| 6.  | SSV Turbine Potsdam         | 18  | 5  | 6 | 7  | 029:410 | −12   | 21     |
| 7.  | Tennis Borussia Berlin      | 18  | 5  | 4 | 9  | 024:330 | −9    | 19     |
| 8.  | VfR Eintracht Wolfsburg 2   | 18  | 5  | 4 | 9  | 018:400 | −22   | 19     |
| 9.  | Polizei SV Rostock (N)      | 18  | 1  | 3 | 14 | 018:570 | −39   | 06     |
| 10. | SG Hillen (N)               | 18  | 0  | 3 | 15 | 016:880 | −72   | 03     |

| (M) | Titelverteidiger                      |
| (P) | Pokalsieger                           |
| (N) | Aufsteiger aus der Regional-/Oberliga |

### Kreuztabelle
Die Kreuztabelle stellt die Ergebnisse aller Spiele dieser Saison dar. Die Heimmannschaft ist in der linken Spalte aufgelistet und die Gastmannschaft in der obersten Reihe.
| 1995/96 Nord | 1995/96 Nord                | Grün-Weiß Brauweiler | TSV Siegen | FCR Duisburg | FC Eintracht Rheine | Fortuna Sachsenroß Hannover | SSV Turbine Potsdam | Tennis Borussia Berlin | VfR Eintracht Wolfsburg | Polizei SV Rostock | SG Hillen |
| 1.           | Grün-Weiß Brauweiler        | –                    | 2:1        | 3:0          | 4:1                 | 8:1                         | 8:0                 | 4:2                    | 3:0                     | 7:0                | 11:0      |
| 2.           | TSV Siegen                  | 4:3                  | –          | 6:1          | 0:0                 | 10:0                        | 5:0                 | 3:0                    | 6:1                     | 6:0                | 9:0       |
| 3.           | FC Rumeln-Kaldenhausen      | 2:2                  | 0:0        | –            | 2:2                 | 5:0                         | 3:1                 | 4:1                    | 2:0                     | 5:2                | 4:0       |
| 4.           | FC Eintracht Rheine         | 1:3                  | 2:3        | 2:0          | –                   | 6:1                         | 2:2                 | 3:2                    | 3:1                     | 4:0                | 5:2       |
| 5.           | Fortuna Sachsenroß Hannover | 1:3                  | 0:5        | 0:1          | 3:0                 | –                           | 1:1                 | 1:1                    | 6:0                     | 2:1                | 5:1       |
| 6.           | SSV Turbine Potsdam         | 3:2                  | 0:1        | 1:4          | 0:0                 | 2:0                         | –                   | 1:1                    | 2:0                     | 3:1                | 5:5       |
| 7.           | Tennis Borussia Berlin      | 0:1                  | 0:2        | 3:5          | 0:0                 | 1:3                         | 2:1                 | –                      | 0:1                     | 3:2                | 3:1       |
| 8.           | VfR Eintracht Wolfsburg     | 0:2                  | 0:0        | 0:5          | 0:3                 | 2:1                         | 5:1                 | 1:1                    | –                       | 2:2                | 2:1       |
| 9.           | Polizei SV Rostock          | 1:2                  | 1:5        | 0:4          | 0:2                 | 2:4                         | 1:1                 | 0:2                    | 1:2                     | –                  | 1:1       |
| 10.          | SG Hillen                   | 0:12                 | 0:4        | 0:12         | 1:2                 | 1:2                         | 0:5                 | 0:2                    | 1:1                     | 2:3                | –         |

### Torschützenliste
|    | Spielerin         | Verein                      | Tore |
| -- | ----------------- | --------------------------- | ---- |
| 1. | Carmen Holinka    | Grün-Weiß Brauweiler        | 28   |
| 2. | Jolanta Nieczypor | FC Rumeln-Kaldenhausen      | 21   |
| 3. | Doris Fitschen    | TSV Siegen                  | 17   |
| 4. | Bettina Wiegmann  | Grün-Weiß Brauweiler        | 15   |
| 5. | Claudia Müller    | Fortuna Sachsenroß Hannover | 15   |

## Süd

### Abschlusstabelle
| Pl. | Verein                 | Sp. | S  | U | N  | Tore    | Diff. | Punkte |
| --- | ---------------------- | --- | -- | - | -- | ------- | ----- | ------ |
| 1.  | FSV Frankfurt (M/P)    | 18  | 16 | 1 | 1  | 099:600 | +93   | 49     |
| 2.  | SG Praunheim           | 18  | 11 | 6 | 1  | 031:110 | +20   | 39     |
| 3.  | TuS Niederkirchen      | 18  | 11 | 2 | 5  | 049:260 | +23   | 35     |
| 4.  | SC Klinge Seckach      | 18  | 10 | 4 | 4  | 028:170 | +11   | 34     |
| 5.  | TuS Ahrbach            | 18  | 6  | 5 | 7  | 022:310 | −9    | 23     |
| 6.  | VfL Sindelfingen       | 18  | 6  | 2 | 10 | 032:400 | −8    | 20     |
| 7.  | VfR 09 Saarbrücken     | 18  | 4  | 6 | 8  | 023:410 | −18   | 18     |
| 8.  | TSV Crailsheim (N)     | 18  | 2  | 8 | 8  | 007:270 | −20   | 14     |
| 9.  | TuS Wörrstadt          | 18  | 3  | 2 | 13 | 017:610 | −44   | 11     |
| 10. | SC 07 Bad Neuenahr (N) | 18  | 2  | 2 | 14 | 017:650 | −48   | 08     |

| (M) | Titelverteidiger                      |
| (P) | Pokalsieger                           |
| (N) | Aufsteiger aus der Regional-/Oberliga |

### Kreuztabelle
Die Kreuztabelle stellt die Ergebnisse aller Spiele dieser Saison dar. Die Heimmannschaft ist in der linken Spalte aufgelistet und die Gastmannschaft in der obersten Reihe.
| 1995/96 Süd | 1995/96 Süd        | FSV Frankfurt | SG Praunheim | TuS Niederkirchen | SC Klinge Seckach | TuS Ahrbach | VfL Sindelfingen | VfR 09 Saarbrücken | TSV Crailsheim | TuS Wörrstadt | SC 07 Bad Neuenahr |
| 1.          | FSV Frankfurt      | –             | 0:2          | 5:1               | 5:0               | 6:1         | 11:0             | 5:0                | 4:0            | 9:0           | 8:0                |
| 2.          | SG Praunheim       | 0:0           | –            | 1:0               | 1:1               | 2:2         | 2:0              | 4:0                | 1:1            | 2:1           | 5:0                |
| 3.          | TuS Niederkirchen  | 0:5           | 1:2          | –                 | 0:0               | 1:2         | 1:0              | 3:1                | 7:0            | 9:1           | 6:2                |
| 4.          | SC Klinge Seckach  | 0:5           | 1:0          | 1:2               | –                 | 0:2         | 4:0              | 1:1                | 0:0            | 2:1           | 5:0                |
| 5.          | TuS Ahrbach        | 0:6           | 0:1          | 1:1               | 0:4               | –           | 1:3              | 2:0                | 0:1            | 0:1           | 1:1                |
| 6.          | VfL Sindelfingen   | 0:1           | 0:2          | 3:4               | 0:2               | 3:4         | –                | 1:3                | 0:0            | 8:1           | 2:0                |
| 7.          | VfR 09 Saarbrücken | 1:10          | 1:2          | 1:3               | 0:2               | 0:0         | 3:3              | –                  | 1:1            | 2:0           | 4:0                |
| 8.          | TSV Crailsheim     | 0:2           | 0:0          | 0:3               | 0:1               | 0:0         | 0:2              | 0:0                | –              | 1:2           | 0:0                |
| 9.          | TuS Wörrstadt      | 1:9           | 2:2          | 0:2               | 0:2               | 1:3         | 0:3              | 1:1                | 0:2            | –             | 4:1                |
| 10.         | SC 07 Bad Neuenahr | 0:8           | 1:2          | 1:5               | 0:2               | 0:3         | 1:4              | 3:4                | 4:1            | 3:1           | –                  |

### Torschützenliste
|    | Spielerin        | Verein            | Tore |
| -- | ---------------- | ----------------- | ---- |
| 1. | Sandra Smisek    | FSV Frankfurt     | 29   |
| 2. | Birgit Prinz     | FSV Frankfurt     | 19   |
| 3. | Patricia Brocker | TuS Niederkirchen | 17   |
| 3. | Heidi Mohr       | TuS Niederkirchen | 17   |
| 5. | Katja Bornschein | FSV Frankfurt     | 12   |

## Endrunde um die deutsche Meisterschaft

### Halbfinale
Die Spiele fanden am 12. und 19. Mai 1996 statt. Die jeweils erstgenannte Mannschaft hatte im Hinspiel Heimrecht.
|              | Gesamt |                      | Hinspiel | Rückspiel |
| ------------ | ------ | -------------------- | -------- | --------- |
| TSV Siegen   | 3:2    | FSV Frankfurt        | 2:1      | 1:1       |
| SG Praunheim | 1:0    | Grün-Weiß Brauweiler | 1:0      | 0:0       |

### Finale
Ursprünglich hatte Siegen Heimrecht im Finale. Der Verein verkaufte das Heimrecht jedoch an die SG Praunheim.
| SG Praunheim                                               | SG Praunheim | TSV Siegen | TSV Siegen |
| ---------------------------------------------------------- | --- | --- | ---------- |
| SG Praunheim                                               | \| 2. Juni 1996 in Frankfurt am Main (Stadion am Brentanobad) \| \| Ergebnis: 0:1 (0:1) \| \| Zuschauer: 3.100 \| \| Schiedsrichterin: Kirsten Warns (Hamburg) \|                                                                                         | \| 2. Juni 1996 in Frankfurt am Main (Stadion am Brentanobad) \| \| Ergebnis: 0:1 (0:1) \| \| Zuschauer: 3.100 \| \| Schiedsrichterin: Kirsten Warns (Hamburg) \| | TSV Siegen |
| SG Praunheim                                               | Marleen Wissink – Steffi Jones – Tina Wunderlich (78. Aleksandra Lesiak), Anastazja Kubiak – Lisa Häusler (47. Claudia Eigenbrodt), Beáta Fülöp, Pia Wunderlich, Anette Walter, Wiebke Werlein, Sabrina Koch – Martina Walter Cheftrainerin: Monika Staab | Silke Rottenberg – Andrea Euteneuer – Cornelia Trauschke, Britta Röwer – Karina Sefron, Monika Meyer (84. Alexandra Alfes), Louise Hansen (90. Manuela Frettlöh), Silvia Neid, Michaela Kubat – Andrea Limper (48. Doris Fitschen), Christine Chaladyniak Cheftrainer: Dieter Richard | TSV Siegen |
| SG Praunheim                                               | 0:1 Michaela Kubat (29.) | | TSV Siegen |
| SG Praunheim                                               | Marleen Wissink | Michaela Kubat, Silvia Neid | TSV Siegen |
| 2. Juni 1996 in Frankfurt am Main (Stadion am Brentanobad) | | |            |
| Ergebnis: 0:1 (0:1)                                        | | |            |
| Zuschauer: 3.100                                           | | |            |
| Schiedsrichterin: Kirsten Warns (Hamburg)                  | | |            |

## Statistik
Insgesamt fielen 708 Tore (Schnitt 3,93), 27 Tore weniger als im Vorjahr. Davon entfielen auf die Nordgruppe 383 Tore (Schnitt 4,26) und auf die Südgruppe 325 Tore (Schnitt 3,61).

## Aufstiegsrunde
Die grün markierten Vereine schafften den Aufstieg in die Bundesliga

### Qualifikation Nord
|                          | Gesamt |                 | Hinspiel | Rückspiel |
| ------------------------ | ------ | --------------- | -------- | --------- |
| SSG 09 Bergisch Gladbach | 0:8    | Schmalfelder SV | 0:2      | 0:6       |

### Gruppe Nord
| Pl. | Verein                     | Sp. | S | U | N | Tore    | Diff. | Punkte |
| --- | -------------------------- | --- | - | - | - | ------- | ----- | ------ |
| 1.  | VfL Wittekind Wildeshausen | 6   | 4 | 2 | 0 | 011:700 | +4    | 14     |
| 2.  | Schmalfelder SV (A)        | 6   | 2 | 1 | 3 | 006:700 | −1    | 07     |
| 3.  | SG Wattenscheid 09 (A)     | 6   | 2 | 1 | 3 | 005:800 | −3    | 07     |
| 4.  | Hertha Zehlendorf          | 6   | 2 | 0 | 4 | 008:800 | ±0    | 06     |

### Gruppe Süd 1
| Pl. | Verein                 | Sp. | S | U | N | Tore    | Diff. | Punkte |
| --- | ---------------------- | --- | - | - | - | ------- | ----- | ------ |
| 1.  | FSV Schwarzbach (A)    | 4   | 3 | 1 | 0 | 016:200 | +14   | 10     |
| 2.  | TSV Schwaben Augsburg  | 4   | 2 | 1 | 1 | 017:300 | +14   | 07     |
| 3.  | SV Blau-Weiß Gusenburg | 4   | 0 | 0 | 4 | 000:280 | −28   | 0      |

Der SC Siegelbach hat auf die Teilnahme an der Aufstiegsrunde verzichtet. Der potentielle Nachrücker Rot-Weiß Göckingen bekam vom DFB wegen zu spät eingereichter Unterlagen keine Lizenz.

### Gruppe Süd 2
| Pl. | Verein          | Sp. | S | U | N | Tore    | Diff. | Punkte |
| --- | --------------- | --- | - | - | - | ------- | ----- | ------ |
| 1.  | SC Sand         | 4   | 2 | 2 | 0 | 011:900 | +2    | 08     |
| 2.  | SG Kirchardt    | 4   | 2 | 0 | 2 | 008:800 | ±0    | 06     |
| 3.  | TSV Ludwigsburg | 4   | 0 | 2 | 2 | 003:500 | −2    | 02     |

Der FC Oster Oberkirchen und der SV Dirmingen verzichteten.